# Association des Jeux du Commonwealth d'Anguilla
L'association des Jeux du Commonwealth d'Anguilla , en anglais Anguilla Commonwealth Games Association (ACGA) est l’organisme qui est responsable du mouvement des Jeux du Commonwealth dans le territoire britannique d'outre-mer d'Anguilla.
Le territoire ne possédant pas de comité national olympique, la structure fait également office de promotion du sport anguillais dans les différentes compétitions internationales.
Lors de l'Assemblée générale à Vancouver de 1994, Anguilla a été acceptée comme membre de la Fédération des Jeux du Commonwealth et c'est l'association d'athlétisme amateur d'Anguilla (Anguilla Amateur Athletics Association ou AAAA) qui représentera le territoire à la fédération. Le pays participe pour la première fois aux Jeux du Commonwealth à Kuala Lumpur en 1998 en alignant des participants en athlétisme.
En 2007, l'Association des Jeux du Commonwealth d'Anguilla est créée pour gérer le côté multi-sports laissant à l'AAAA se concentrer sur la discipline de l'athlétisme. Kenn Banks, précédent président de l’AAAA quitte son rôle pour assumer le rôle de président de l'ACGA.
Anguilla a participé à toutes les éditions depuis 1998 en envoyant quelques représentants en athlétisme, cyclisme et boxe mais aussi tennis sur gazon et tennis de table pour les Jeux de la jeunesse.